# 钝苞大丁草
钝苞大丁草（学名：Gerbera tanantii）是菊科大丁草属的植物，为中国的特有植物。分布在中国大陆的云南等地，目前已由人工引种栽培。

## 别名
墨江一枝箭（云南）